# Gränges
Gränges AB är ett svenskt industriföretag. Företaget grundades år 1896 under namnet Trafik AB Grängesberg-Oxelösund (TGO) och var i början av 1900-talet Stockholmsbörsens högst värderade bolag. I dag är Gränges ett aluminiumteknikbolag som tillverkar aluminiumprodukter för framför allt värmeväxlare. Företaget ombildades 2013 med nuvarande namn. Gränges har produktionsanläggningar för valsat aluminium i Finspång Sverige,  Konin Polen, Shanghai Kina, Huntingdon USA, Salisbury USA samt i Newport, USA.
I företaget ingick tidigare bland annat Grängesbergs gruvor, järnvägsrörelsen  Trafik AB Grängesberg–Oxelösunds Järnväg (TGOJ), Oxelösunds järnverk, Svenska Metallverken (med verksamhet i främst Västerås, Finspång och Skultuna) samt en omfattande rederirörelse. Fram till 1958 var Grängesbergsbolaget majoritetsägare i gruvbolaget LKAB.

## Trafik AB Grängesberg-Oxelösund bildas

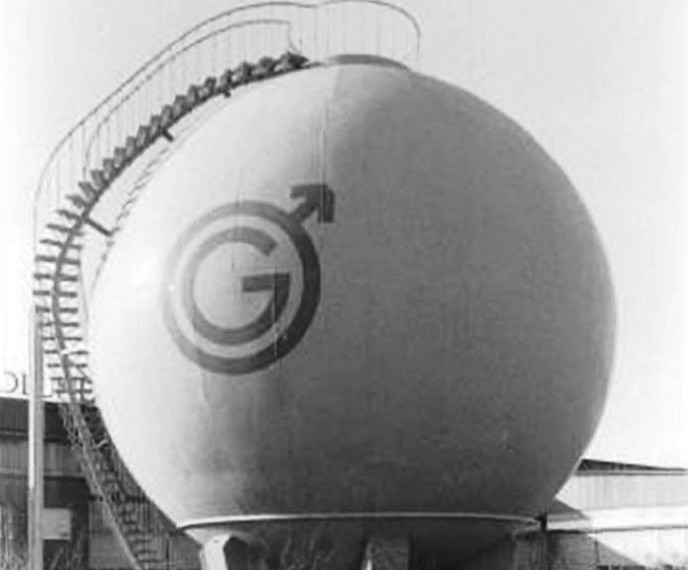
Grängesbolagets logo på en oljetank vid före detta Bröderna Hedlunds Rörverk i Jordbro, 1960-tal.

Ernest Cassel, en brittisk finansman med en global närvaro, spelade en avgörande roll i etableringen av Grängesberg Grufve AB år 1883. Cassel ledde ett konsortium av brittiska finansintressen, The Swedish Association, som redan investerat i flera svenska industriella projekt, inklusive gruvor och järnvägar. Konsortiet hade tidigare engagerat sig i företag som Kloten AB och andra gruvor i Bergslagen. 
Cassel drevs inte enbart av ambitionen att säkra Storbritanniens råvarubehov, utan hans främsta mål var att maximera avkastningen på sina investeringar. Han såg tidigt potentialen i de fosforrika svenska järnmalmerna, särskilt efter utvecklingen av thomasprocessen på 1870-talet, som löste problemet med fosforföroreningar i järnmalm. Detta ökade värdet på den svenska järnmalmen, som tidigare varit svår att exploatera, och gjorde den mycket efterfrågad på de internationella marknaderna, särskilt i Mellaneuropa.
Genom sitt engagemang i Grängesbergs gruvor tog Cassel en stark position inom svensk gruvindustri, vilket var avgörande för bolagets framtida framgång. För att möjliggöra en effektiv export av järnmalmen insåg Cassel att kontroll över järnvägstransporter var nödvändigt. I syfte att stärka sin position och effektivisera malmexporten från Grängesbergs gruvor till Oxelösunds hamn bildades Trafik AB Grängesberg-Oxelösund år 1896 genom en sammanslagning av flera tidigare utlandsägda gruv- och järnvägsbolag. Skandinaviska Kredit AB spelade en avgörande roll i bildandet av bolaget, även om de aldrig tog ett dominerande ägande. Samarbetet mellan Gränges och Skandinaviska Kredit cementerades tidigt genom gemensamma styrelseledamöter, såsom Jonas Kjellberg, Herman Mannheimer och Erik Frisell, som alla satt i båda styrelserna 1920.
Gränges inflytande gick dock längre än bara transport och försäljning. I början av 1900-talet expanderade Grängesberg ytterligare genom att söka kontroll över andra stora svenska järnmalmsfält, Luossavaara-Kiirunavaara AB (LKAB) och AB Gällivare Malmfält, som båda låg i Norrbotten. Dessa var centrala för Sveriges järnmalmsproduktion. Vid samma tid hade tyska stålindustrier, under ledning av magnaten August Thyssen, liknande planer på att få kontroll över dessa malmfält genom samarbete med svenska banker. Tyskarna mötte dock motstånd från Cassel och hans allierade, vilket i slutändan ledde till att TGO, med stöd av Svenska Handelsbanken, förvärvade aktiemajoriteten i dessa bolag. Detta gav TGO kontroll över en betydande del av Sveriges järnmalmsproduktion.
Grängesbergsbolaget (TGO) blev därmed en avgörande kraft inom svensk gruvindustri och internationell järnmalmsexport. Cassels agerande förhindrade också att tyska intressen fick för mycket inflytande över svenska järnmalmsresurser, vilket spelade en viktig roll i att motverka en "rumänisering" (dvs. en alltför stor utländsk dominans) av svensk industri. Vid tiden för första världskriget gick nästan all svensk fosforrik järnmalm på export till den tyska marknaden, vilket gjorde Sverige till en nyckelaktör i den internationella stålproduktionen.

## Storbolaget Gränges
Redan 1893 hade Grängesbergsbolaget lagt en viktig order hos Asea, den 13 kilometer långa trefaskraftöverföringen Hellsjön–Grängesberg, vilket blev ett genombrott för trefastekniken och för Sverige som industriland. Grängesbergsbolaget, som även hade majoritetsinnehav av aktier i – till den Asea konkurrerande verksamheten – Nya Förenade Elektriska AB, sålde sedermera 1916 i hemlighet sin andel till Asea, vilket ledde till att Ludvikaverken blev en del av Asea (senare ABB), trots att Marcus Wallenberg avrådde från affären. Mer än hundra år senare, 2018, sålde ABB verksamheten till Hitachi Energy, en affär som Wallenberg även denna gång blev tvungna att acceptera.
För att säkra ytterligare resurser började Gränges tidigt engagera sig i gruvdrift på Svalbard. Redan 1910 skickade företaget, tillsammans med andra svenska industrier, en expedition till Isfjorden på Svalbard för att undersöka tillgångarna på stenkol. Resultaten var positiva och 1911 grundades AB Isfjorden-Bellmont med stöd från både svenska och brittiska intressenter. Ett avtal med The Northern Exploration Co Ltd i London 1912 säkrade de svenska stenkolsfälten på Svalbard och gjorde det möjligt för Gränges att exploatera de rika koltillgångarna i området. Sveagruvan på Svalbard blev en viktig resurs för Gränges och bidrog till företagets förmåga att förse sina industrier med den energi som behövdes för järn- och stålproduktion.
Under 1920-talet stärkte finansmannen Ivar Kreuger sin ställning inom Gränges, vilket ytterligare konsoliderade bolagets position på den svenska industrikartan. Grängesberg köpte med Kreugers hjälp ett antal malmgruvor i Nordafrika – dessa gruvor nationaliserades dock 1966 efter att Algeriet blev självständigt från Frankrike – och undersökte även möjligheter till malmbrytning i de värdefulla, men vid tidpunkten alltför avlägsna, sydamerikanska malmfyndigheterna i Algarroba, Chile. 1928 köpte Gränges fastigheten Gustav Adolfs torg 18 och använde den som huvudkontor fram till 1980.
Enligt den sista officiella balansräkningen Kreuger & Toll publicerade (1930), ägde Kreuger bland annat 233 332 aktier i Grängesbergsbolaget, motsvarande 22% av det totala aktieantalet. Efter Kreugerkraschen 1932 återgick dock bolaget till en ägarstruktur utan dominerande aktörer, och Gränges kom under de följande 47 åren (1930–1977) att styras av två starka direktörer, Martin Waldenström och senare hans son Erland Waldenström. Den nära kopplingen till Skandinaviska Kredit, som senare blev Skandinaviska Banken, fortsatte att vara en viktig del av Gränges styrningsstruktur under denna period.
Gränges spridda ägarstruktur var också en viktig faktor i den svenska aktiemarknadens utveckling. Bolaget blev ett av de första stora företag som listades på Stockholmsbörsen, och handeln med dess aktier bidrog till att forma Sveriges finansiella infrastrukturen. Det kan hävdas att den svenska börsen till stor del skapades för att organisera aktiehandeln kring företag som Gränges.[källa behövs]

## Gränges under andra världskriget
Under andra världskriget spelade Grängesbergsbolaget en avgörande roll i Sveriges export av järnmalm till Nazityskland. Redan 1937 försökte Hermann Göring säkra långsiktiga leveranser från Grängesbergsbolaget genom personliga kontakter med bolagets verkställande direktör, Martin Waldenström. Görings mål var att både säkra kontinuerliga leveranser och att bygga upp ett järnmalmslager i Tyskland inför kriget. 
Mellan 1939 och 1944 utgjorde järnmalm i genomsnitt omkring 33 procent av värdet av Sveriges export till Tyskland, och ungefär 80 procent av denna järnmalm kom från Grängesbergsbolaget. Den tyska krigsindustrin var starkt beroende av den svenska järnmalmen för sin produktion av vapen och annan krigsmateriel. 
Grängesbergsbolaget och dess ledning verkade inom det politiska och ekonomiska ramverk som fastställdes av den svenska regeringen. De handelsavtal som förhandlades fram med Nazityskland och Storbritannien säkerställde Sveriges neutralitet, samtidigt som de tillät fortsatt export av järnmalm och andra viktiga varor, som kullager från SKF.
Den svenska handeln med Tyskland följde de riktlinjer som förhandlades fram av regeringen, men företagen, inklusive Grängesbergsbolaget, var ändå föremål för betydande kritik efter kriget. Trots ökande medvetenhet om Nazitysklands förföljelser och krigsbrott, inklusive Förintelsen, fortsatte exporten av järnmalm fram till 1944, vilket ansågs ha förlängt Nazitysklands krigskapacitet.

## Svenska staten löser ut Gränges ur LKAB[11]
Vid mitten av 1900-talet, efter andra världskriget, blev frågan om statens övertagande av Luossavaara-Kiirunavaara Aktiebolag (LKAB) en alltmer politiskt laddad fråga i Sverige. Trafikaktiebolaget Grängesberg-Oxelösund (Gränges), som sedan 1907 varit majoritetsägare av LKABs stamaktier, hade under decennier utvecklat bolaget till en framgångsrik och konkurrenskraftig aktör på den internationella järnmalmsmarknaden.
1907 års avtal mellan svenska staten och Gränges innebar att LKABs kapital delades lika mellan staten och Gränges, men att Gränges behöll det operativa och ekonomiska ansvaret för företagets dagliga drift. Avtalet delade upp aktiekapitalet i hälften stamaktier, som Gränges ägde och som gav dem kontroll över styrelsen, och hälften preferensaktier, som staten ägde och som gav dem rätt till utdelningar men bara begränsad rösträtt.
Första världskriget innebar en utmaning för LKAB, liksom för många andra svenska företag. Efterfrågan på järnmalm minskade kraftigt i början av kriget, och bolaget tvingades anpassa sin produktion och försäljning till de rådande marknadsförhållandena. Exporten stördes av blockader, och det blev svårt att säkra transporter av malm till de viktigaste marknaderna i Europa.
Trots dessa problem lyckades Gränges leda LKAB genom krigsåren relativt framgångsrikt. Bolaget minskade produktionen men undvek större förluster genom en noggrann hantering av kostnaderna. När kriget tog slut 1918 kunde LKAB snabbt öka produktionen igen, och under 1920-talet skedde en period av tillväxt och teknisk modernisering i företaget. Mellankrigstiden präglades dock av stora svängningar i den globala ekonomin, med den stora depressionen under 1930-talet som en betydande nedgång. LKABs produktion och export minskade under dessa år, men bolaget klarade sig relativt väl genom att diversifiera sina marknader och hålla nere kostnaderna.
Sammantaget från 1907 till 1957, under Gränges ledning, var LKAB ett av Sveriges mest lönsamma och strategiskt viktiga företag. Även om bolaget mötte stora utmaningar under både första och andra världskriget, samt under den stora depressionen, lyckades Gränges styra företaget mot stabil tillväxt och ekonomisk framgång.

### Tidiga signaler om statligt övertagande
Redan under 1945, efter andra världskrigets slut, togs frågan om statlig inlösen av Gränges aktier upp i riksdagen. Detta var en period av stor social och ekonomisk förändring, där den svenska staten hade starkt inflytande över strategiska sektorer, särskilt de som ansågs vara av nationellt intresse, såsom naturresurser. Även om inlösen diskuterades, avstod staten från att gå vidare med planen vid denna tidpunkt, eftersom inlösensumman bedömdes vara onormalt hög och ekonomiskt osund.
Gränges ställning i LKAB var tydlig: bolaget hade ägarskap över samtliga stamaktier, vilket gav dem kontroll över verksamheten, medan svenska staten ägde preferensaktier som gav rätt till insyn och vissa veto-rättigheter, men begränsat inflytande över den faktiska styrningen. Gränges hade, genom skicklig förvaltning och kontinuerliga investeringar, säkrat LKABs position som en av Europas ledande järnmalmsproducenter, och detta samarbete mellan staten och privat industri hade varit framgångsrikt under många år.

### Förhandlingarna
Under perioden 1950–1955 försökte Gränges navigera i ett allt mer statligt orienterat politiskt landskap, där socialdemokratiska regeringen under Tage Erlander drev på för att staten skulle ta full kontroll över LKABs ägande.
År 1953 började svenska staten åter diskutera möjligheten att lösa ut Gränges ur LKAB. Under denna period var det tydligt att socialdemokratiska regeringen, ledd av Tage Erlander, hade en stark vilja att förstatliga strategiska industrier, och LKAB, med sina enorma malmtillgångar i Kiruna och Malmberget, var ett naturligt mål för statlig kontroll.
Gränges, under ledning av dess direktörer, försökte dock bevara det framgångsrika samarbetet och förhindra ett fullständigt statligt övertagande. Gränges lämnade in ett förslag till staten som syftade till att stärka statens inflytande utan att nödvändigtvis leda till att hela bolaget skulle förstatligas. I sitt förslag betonade Gränges flera viktiga punkter
- Inget kapitalutlägg för staten – Gränges föreslog att staten skulle kunna överföra LKABs malmtillgångar till statlig ägo utan att göra ett omedelbart kapitalutlägg, vilket skulle minska risken för staten och undvika en stor utbetalning. Detta innebar att malmtillgångarna skulle överföras till staten, men Gränges skulle fortsätta att förvalta och driva LKAB under nuvarande arrangemang.
- Stärkt statligt inflytande – Gränges erbjöd att ge staten ett utökat inflytande i styrelsen och över bolagets långsiktiga planering. Detta skulle innebära att staten fick större insyn och kontroll över strategiska beslut utan att nödvändigtvis ta över hela bolaget.
- Avtal om fortsatt förvaltning – Gränges föreslog att staten skulle fortsätta låta dem förvalta LKABs malmtillgångar, som de hade gjort med stor framgång i flera decennier. Detta skulle säkerställa att LKAB välskötta verksamhet inte stördes av förändrade ägarförhållanden.

Gränges påpekade också de potentiella ekonomiska riskerna för staten vid ett fullständigt övertagande. Bland annat lyfte de fram osäkerheten kring internationella järnmalmspriser och den ökade konkurrensen från nya fyndigheter, särskilt i Norge och Brasilien, som kunde påverka LKABs lönsamhet i framtiden.

### Förhandlingarna når ett dödläge
Trots Gränges omfattande förslag och vilja att kompromissa, stod den svenska staten fast vid sin linje att fullständigt ta över LKAB. Regeringen ansåg att de långsiktiga strategiska fördelarna med att ha full kontroll över landets viktigaste järnmalmsfyndigheter vägde tyngre än de kortsiktiga ekonomiska riskerna. Staten avvisade därför Gränges förslag och påbörjade en process för att lösa ut bolaget.

### Utredning och statens inlösenbeslut (1955)
I mars 1955 presenterades en officiell utredning från en särskild statlig kommitté, ledd av ledande tjänstemän och ekonomer, som hade till uppgift att undersöka de ekonomiska och strategiska fördelarna med en statlig inlösen av Gränges stamaktier i LKAB. Utredningen fastslog att en inlösen skulle vara ekonomiskt fördelaktig för staten och rekommenderade att staten skulle använda sin avtalsenliga rätt att inlösa Gränges stamaktier den 30 september 1957. Tillsägelse om detta skulle göras senast den 30 september 1955.

### Huvudpunkter i utredningens slutsatser
- Ekonomisk fördel för staten – Utredningen hävdade att det på lång sikt skulle vara mer lönsamt för staten att ha full kontroll över LKAB än att fortsätta med det dåvarande vinstfördelningssystemet. Staten skulle kunna dra nytta av hela vinsten från malmförsäljningen, snarare än att dela den med Gränges, vilket bedömdes ge en fördelaktig avkastning.
- Strategiska överväganden – LKABs malmtillgångar i Kiruna och Malmberget var av central strategisk betydelse för Sverige, och det ansågs viktigt att staten skulle ha full kontroll över dessa naturresurser. Malmtillgångarna var väsentliga för svensk export och den europeiska stålindustrin, och utredningen ansåg att detta rättfärdigade statens beslut.
- Osäkra framtida malmpriser – Även om Gränges hade uttryckt oro över de osäkra framtida malmpriserna, ansåg utredningen att dessa risker var hanterbara. Utredningen byggde sina beräkningar på en genomsnittlig malmbrytning på 13 miljoner ton per år, och bedömde att LKABs malmtillgångar skulle räcka i cirka 65–70 år, vilket ansågs ge tillräckligt utrymme för lönsam brytning och amortering av ersättningsbeloppet till Gränges.

### Motstånd mot inlösen
Flera remissinstanser och aktörer var kritiska till statens planer på inlösen av Gränges stamaktier i LKAB. Dessa inkluderade bland annat:
- Gränges – Gränges själva motsatte sig starkt inlösen. De hävdade att staten överskattade de ekonomiska fördelarna och underskattade de risker som var förknippade med framtida marknadsutveckling, särskilt med tanke på den internationella konkurrensen från Norge och Brasilien. Gränges menade också att staten riskerade att överbetala för aktierna, särskilt med tanke på att LKABs malmtillgångar var begränsade och att malmtillgångarna skulle minska över tid.
- Tjänstemännens Centralorganisation – TCO var en av flera fackliga organisationer som uttryckte oro över att en statlig inlösen skulle kunna leda till ineffektivitet och byråkratisering av LKABs verksamhet. De menade att det var bättre att låta Gränges fortsätta sköta den dagliga verksamheten och istället fokusera på att stärka statens inflytande genom avtal.
- Handelskammaren i Norrbottens och Västerbottens län – Handelskammaren ansåg att Gränges framgångsrika förvaltning av LKAB borde fortsätta och att staten inte borde ingripa i ett företag som fungerade väl. De menade att ett statligt övertagande riskerade att skapa osäkerhet i regionen och störa den ekonomiska utvecklingen i Norrbotten och Västerbotten, där LKAB spelade en central roll.
- Svenska Gruvindustriarbetareförbundet – Förbundet var initialt kritiskt till statens planer på inlösen, och menade att en fullständig statlig kontroll skulle kunna leda till nedskärningar och en minskning av arbetstillfällen om de internationella marknadsförhållandena försämrades. De uttryckte också oro över att staten skulle prioritera kortsiktiga ekonomiska mål framför långsiktig sysselsättning och välstånd i regionen.

### Statens beslut
Trots detta motstånd valde den svenska regeringen att gå vidare med beslutet om inlösen. Den 30 september 1955 meddelades Gränges formellt att staten skulle lösa ut deras stamaktier i LKAB den 30 september 1957. Den slutliga ersättningssumman för Gränges aktier och fonderade vinstmedel uppskattades till mellan 880 och 975 miljoner kronor, en betydande summa för tiden. Detta markerade slutet på en epok av privat kontroll och början på statens fulla ägande över LKAB. För Gränges, som hade haft en framträdande roll inom svensk gruvnäring sedan förvärvet av AB Gellivare Malmfält (AGE) 1903 och som hade spelat en avgörande roll i LKABs utveckling fram till statens övertagande, blev försäljningen ett avgörande ögonblick. Det var slutet på en era där Gränges och dess ledare hade satt sin prägel på Sverige och samtidigt inledningen på en ny, osäker fas i företagets historia.
Under Erland Waldenströms ledning hade Gränges nu chansen att köpa sig inflytande i flera av Sveriges större börsbolag och därigenom omvandla sig till ett investmentbolag. Att använda pengarna till en direkt utdelning till aktieägarna avfärdades snabbt som ett dåligt alternativ, eftersom en sådan manöver skulle innebära en stor skattebelastning, vilket i sin tur skulle ge staten en omedelbar återbäring. Därmed ställdes Gränges inför valet att omvandla sin affärsmodell och söka nya vägar för tillväxt, eller att riskera att förlora sin konkurrensförmåga i den alltmer föränderliga svenska industrin.

### Eftermäle
I samband med statens övertagande av LKAB, lyftes argumentet att staten skulle kunna skydda gruvsamhällena i Norrbotten i tider av kris. Men när man ser på vad som hände i Grängesberg i samband med stålkrisen under 1970-talet, där staten från via SSAB hade full kontroll, blev resultatet av statlig involvering istället en långsam nedmontering av samhällsstrukturen. När järnmalmsbrytningen avvecklades under 1970- och 1980-talet, drabbades Västerbergslagen i allmänhet och Grängesberg av kraftig avfolkning, arbetslöshet och sociala problem. Trots statens kontroll lyckades man inte upprätthålla sysselsättningen eller på ett meningsfullt sätt stötta en omställning till nya näringar. Samhället övergavs i många avseenden, vilket visar att statens kontroll inte nödvändigtvis leder till långsiktig ekonomisk och social stabilitet.
Gränges argument för fortsatt privat skötsel med statlig insyn kan därför i efterhand ses som ett mer balanserat förslag. Gränges hade visat att man kunde driva LKAB framgångsrikt genom två världskrig och en global depression, och genom ett fördjupat samarbete med staten hade en sådan modell kunnat upprätthålla både effektivitet och ansvarstagande, utan de negativa konsekvenser som Västerbergslagen senare fick uppleva under statens ägande och avveckling.

## Expansion
Under perioden 1957 till in på 1970-talet omformades Gränges från ett företag som huvudsakligen varit inriktat på gruvdrift och järnvägstransport till en bredare industrikoncern med starka kopplingar till stålindustrin. Vid mitten av 1970-talet hade Gränges cirka 24 000 anställda i Sverige och var Sveriges tolfte största företag, sett till omsättning.
År 1957 köpte svenska staten ut Gränges ur LKAB för 900 miljoner kronor, vilket gav bolaget en stor ekonomisk buffert. En del av dessa pengar investerades t. ex. i ett nytt stålverk i Oxelösund, vilket skulle bli ett av Europas mest moderna stålverk, och en annan del gick till investeringar i internationella gruvprojekt, framförallt i Liberia genom LAMCO-projektet.
Gränges erbjöd även sina anställda vid förvaltningen i Grängesberg, Stråssa Gruva, Oxelösunds Järnverk, Guldsmedshytte Bruk, Gränges Hedlund, Pullmax, Svenska Metalock, Nyby Bruk, Tunabergs trävaruindustri och personalkontoret att köpa aktier och under portföljförvaltaren Sven Hagströmer inseende utvecklades nya investeringsstrategier, vilket ledde till god lönsamhet.

### LAMCO
LAMCO var ett internationellt konsortium som bildades i mitten av 1950-talet för att utvinna järnmalm i Nimba County, Liberia, nära gränsen till Guinea. Företaget grundades genom ett samarbete mellan svenska, amerikanska, tyska och liberiska intressen, och dess verksamhet inleddes 1963. Järnmalmen exporterades främst till USA, Tyskland och Japan. Även om projektet var inledningsvis framgångsrikt ekonomiskt, påverkades LAMCOs framtid av globala konjunkturcykler och avslutades 1989, precis innan det liberiska inbördeskriget bröt ut.
En av de mest framträdande aktörerna bakom LAMCO var det svenska Grängesbergsbolaget (Gränges), som hade en ledande roll i att organisera och driva företaget. Marcus Wallenberg, som var en av Sveriges mest inflytelserika industrimän och VD för Stockholms Enskilda Bank (SEB), var en central figur i förhandlingarna som ledde till bildandet av LAMCO. Wallenberg såg projektet som en möjlighet att expandera svensk industris internationella räckvidd, och han engagerade aktivt flera svenska företag, inklusive Atlas Copco, Nordströms Linbanor, Skånska Cementgjuteriet, Iföverken, och Sentab.
Erland Waldenström, VD för Gränges, var den drivande kraften bakom företagets operativa aktiviteter i Liberia och företaget använde sin expertis för att hantera hela kedjan av järnmalmsutvinning, inklusive gruvan på Mount Nimba, järnvägen till Buchanan och hamnen där.

#### Gränges strategiska mål och politiska engagemang
Gränges såg delvis LAMCO som ett sätt att ersätta sina förlorade tillgångar i LKAB i norra Sverige, som såldes till svenska staten 1957. Med dessa resurser tillgängliga var Gränges redo att investera i internationella gruvprojekt som LAMCO. Marcus Wallenberg och Erland Waldenström insåg att framgången för LAMCO var beroende av starkt stöd från den svenska regeringen, och de förde tidigt en dialog med Utrikesdepartementet (UD) för att säkerställa att svenska diplomatiska intressen och industriella ambitioner gick hand i hand.
Vid ett möte med UD i september 1958 bekräftade statssekreterare Leif Belfrage att den svenska utrikespolitiska ledningen var "beredd att bidra till att främja våra ekonomiska intressen i Liberia". Detta markerade början på en nära samordning mellan svenska diplomater och Gränges för att stödja och skydda LAMCOs verksamhet. Wallenberg var så övertygad om regeringens stöd att han trodde att man, om nödvändigt, skulle kunna upphäva den svenska Riksbankens restriktioner gällande utländska investeringar.
Wilhelm af Klinteberg, som var både Liberias generalkonsul i Stockholm och anställd vid Gränges, spelade en central roll i att lyfta fram den politiska och diplomatiska betydelsen av LAMCO-projektet. I ett möte med det svenska utrikesdepartementet 1960 betonade af Klintberg inte bara de kommersiella vinsterna från projektet, utan också dess värde i termer av goodwill för Sverige på den internationella scenen. Han påpekade hur LAMCOs framgång kunde förbättra Sveriges internationella rykte och stärka landets diplomatiska ställning. Af Klintebergs resonemang illustrerade vikten av att säkra den svenska regeringens stöd för projektet, och han framhöll att det var av stor betydelse att den svenska staten förstod och stödde LAMCO, inte bara som ett ekonomiskt företag, utan också som ett verktyg för att främja svenska intressen globalt.

#### Gränges roll i Liberias modernisering
En viktig del av Gränges strategi var att positionera LAMCO som ett utvecklingsprojekt snarare än enbart en kommersiell verksamhet. Erland Waldenström och Marcus Wallenberg arbetade tillsammans med den liberiska regeringen, under ledning av president William V.S. Tubman, för att framställa gruvprojektet som en väsentlig del av Liberias ekonomiska modernisering. Detta inkluderade byggandet av en modern järnväg, staden Yekepa och hamnen i Buchanan, som ansågs vara en symbol för svensk ingenjörskonst och teknisk expertis.
Bo Gunnar Järnstedt, den svenska ambassadören i Monrovia, Liberia, rapporterade regelbundet till Stockholm om LAMCOs framsteg och framhöll att de svenska insatserna hade "förstärkt den svenska prestigen" både i Liberia och i andra delar av Västafrika. Den svenska ambassadens närvaro och Gränges prestationer i Liberia uppfattades som en viktig del av Sveriges internationella profil som ett neutralt och utvecklingsorienterat land.

#### Gränges och LAMCOs svårigheter
Trots de initiala framgångarna började både Gränges och LAMCO stöta på svårigheter under 1960-talet. När den svenska biståndspolitiken blev mer radikaliserad och kritiken mot exploatering av afrikanska naturresurser växte, började LAMCO ses som en belastning för Sveriges image. Detta förvärrades av en arbetskonflikt vid gruvan på Mount Nimba 1966, vilket ledde till att Liberias militär skickades in för att återställa ordningen. Händelsen filmades och sändes i Sverige i dokumentären Svart vecka i Nimba, vilket skapade stark offentlig kritik mot LAMCO och Gränges metoder.

#### Gränges respons och relationen med UD
Trots dessa svårigheter fortsatte Gränges att förespråka LAMCOs betydelse för både Sverige och Liberia. Erik Leijonhufvud, en framstående medlem i Stockholms Enskilda Bank, agerade för att säkra ett skatteavtal mellan Sverige och Liberia 1969, vilket var fördelaktigt för Liberia och utformades för att skapa goodwill i Monrovia. Detta avtal var en av de sista större åtgärderna som stödde LAMCO innan svenska biståndsmedel till Liberia drogs tillbaka.
I takt med att den svenska politiken blev mer fokuserad på ideologiska frågor och biståndsprogram kopplade till socialistiska regimer, tappade LAMCO gradvis sitt stöd från den svenska regeringen, särskilt efter att Olof Palme tog över som statsminister 1969. Vid den tiden ansågs LAMCO vara en politisk belastning, och 1972 drog ett alltmer aktivistiskt SIDA tillbaka sitt stöd till Liberian–Swedish Vocational Training Centre (VTC), en yrkesskola finansierad genom svenskt bistånd och nära kopplad till LAMCO, detta då man strävade efter att renodla biståndsprogrammen och minska kopplingarna mellan svenska kommersiella intressen.

#### Nedgång och avslutning
Under 1970-talet började LAMCO möta allt större motstånd både i Sverige och Liberia, särskilt när den liberiska regeringen under William Tolbert blev mer restriktiv gentemot utländska investerare. Gränges "svenskhet" tonades ner, och företaget spelade inte längre en lika central roll i Sveriges diplomatiska relationer med Liberia. Svenska diplomater som Olof Skoglund, som tjänstgjorde som ambassadör i Monrovia på 1970-talet, rapporterade att LAMCO inte längre hade ett behov av ambassadens tjänster, vilket ledde till att ambassaden formellt flyttades till Abidjan 1978.
När LAMCO slutligen stängde sina verksamheter 1989, efter mer än tre decennier, stod Liberia på randen till ett blodigt inbördeskrig. Trots stora investeringar hade Gränges och dess svenska partner inte lyckats uppnå de långsiktiga ekonomiska vinster de hade förväntat sig, och projektet blev ett kontroversiellt exempel på hur utländsk exploatering av afrikanska naturresurser kunde bidra till social och politisk destabilisering.

### Ny storanläggning i Oxelösund
Ett av de första stora stegen i denna expansion var byggandet av en ny stor anläggning vid Oxelösunds järnverk under åren 1957 till 1961. Denna anläggning var en av de största investeringarna Gränges hade genomfört och blev snart en viktig del av Sveriges stålproduktion. Anläggningen fokuserade på tillverkning av olika typer av stålprodukter, med särskilt fokus på högkvalitativa och specialiserade ståltyper som krävdes inom en rad olika industrier.

### Grängesbergs gruvor
Grängesbergs gruvor, belägna i Ludvika kommun inom det historiskt järnmalmsrika området Bergslagen, var en av Sveriges mest betydelsefulla järnmalmsgruvor sedan 1500-talet. Grängesbergs gruvor utvecklades kontinuerligt från slutet av 1700-talet, med tekniska innovationer som konsthjul och stånggångar för att driva uppfordringsverk. Ett banbrytande ögonblick kom 1893 då Grängesberg blev den första platsen i världen att överföra växelström över långa avstånd, vilket ersatte tidigare mekaniska metoder och revolutionerade gruvindustrin.
Grängesbergs gruvor spelade en central roll i Sveriges gruvindustri och förblev landets tredje största järnmalmsgruva ända fram till dess nedläggning 1989. Under 1960- och 1970-talet nådde gruvan sin höjdpunkt med cirka 1 600 anställda och en årlig produktion på fyra miljoner ton järnmalm. Investeringarna i gruvorna var 1974–1977 väl tilltagna och uppgick till cirka 150 miljoner kronor.

### Stråssagruvan
Stråssa bestämdes skulle startas på nytt. Malmpriserna stod högt och resultatet blev en investeringsiver som efteråt kan ses som ren kapitalförstöring. I dagens[när?] penningvärde investerades nästan en miljard kronor i det nya projektet. Samtidigt byggdes ett helt nytt bostadsområde med centrum, och järnvägen till Storå elektrifierades. När brytningen inleddes 1959 planerade man för en årsproduktion av 1,2 miljoner ton malm. Detta mål uppfylldes också året efter starten.
Järnmalmen från Stråssa var dock lågvärdig och saknade i längden konkurrensmöjligheter. Under 1970-talet började också Grängeskoncernen gå allt sämre, med vissa år i undantag. Australiska och brasilianska gruvor lokaliserade nära kusten hade vid det här laget utvecklats till stora konkurrenter. 1978 överfördes Stråssa tillsammans med bolagets andra gruvor i nybildade statliga SSAB. Det stod emellertid relativt snart klart att gruvdriften vid Stråssa inte gick att upprätthålla längre. Nedläggningen inleddes 1981 och avslutades den 31 mars 1983.

### Förvärvet av Nyby bruk
I linje med sin ambition att stärka närvaron inom specialstål och rostfritt stål, köpte Gränges 1962 Nyby bruk, som var en av Europas största producenter av rostfritt stål. Detta förvärv gav Gränges en viktig roll inom den växande marknaden för rostfritt stål. Genom en fusion med Uddeholmskoncernen 1979 bildades Nyby Uddeholm AB, vilket 1984 köptes upp av Avesta Järnverk.

### Förvärvet av Svenska Metallverken
År 1969 genomförde Gränges ett av sina mest betydelsefulla förvärv när de köpte Svenska Metallverken, ett företag med djupa rötter inom svensk metallindustri. Svenska Metallverken var en stor aktör inom produktion och bearbetning av koppar, mässing och aluminiumprodukter, och dess förvärv var ett viktigt steg för att diversifiera Gränges produktportfölj bortom stål.
Det nya bolagsnamnet blev Gränges Essem. Gränges Essem delades 1974 upp i fyra företag, Gränges Metallverken, Gränges Aluminium och Gränges Weda (tidigare Ugnsbolaget). Det sistnämnda företaget hade redan tidigare fungerat som ett självständigt företag.

### Namnbyte till Gränges
Som en naturlig del av företagets expansion och diversifiering beslutades det 1971 att ändra bolagets namn från Trafikaktiebolaget Grängesberg-Oxelösund (TGO) till det enklare Gränges. Detta namnbyte speglade Gränges förändrade roll som ett bredare industrikonglomerat med intressen inom stål, metall, energi och internationell handel snarare än enbart transport och gruvdrift. 

### Förvärvet av Autoliv
En annan betydande affär inom företagets expansion var förvärvet av Autoliv AB genom Gränges Weda AB år 1975. Autoliv, som hade grundats i Vårgårda 1953 som Autoservice AB av bröderna Stig och Lennart Lindblad, började 1956 tillverka säkerhetsbälten och blev en pionjär inom bilsäkerhet. År 1968 ändrade företaget namn till Autoliv AB, och genom förvärvet blev Gränges en ledande aktör inom bilsäkerhetsindustrin. Gränges Weda hade tidigare utvecklat rullbältet, en viktig innovation inom bilsäkerhet. Autoliv skulle senare växa till ett av världens ledande företag inom säkerhetslösningar för bilindustrin.

### Förvärvet av Sapa AB
Expansionen fortsatte i snabb takt när Gränges 1976 förvärvade Sapa AB, ett företag specialiserat på aluminiumprofiler och -produkter. Detta förvärv stärkte Gränges position inom aluminiumindustrin och gjorde dem till en nyckelaktör inom detta snabbt växande segment. Aluminium blev ett strategiskt komplement till Gränges redan starka stål- och metallportfölj, och Sapa AB blev en central del av företagets fortsatta tillväxt inom den globala metallindustrin.

### Internationalisering
Med erfarenhet och kunskap från sitt engagemang i LAMCO-projektet i Liberia, expanderade Gränges sina aktiviteter internationellt genom att etablera en Mineral Project Group, en del av en bredare strategi för prospektering och gruvutveckling. Denna grupp undersökte befintliga mineralprojekt och utvecklade nya strategier för internationell expansion, där vertikal integration och diversifiering spelade centrala roller. Bolagets mål var att diversifiera och säkra råvarutillgångar för sin inhemska produktion, särskilt inom koppar och zink, men även guld och silver.
Ett av de viktigaste stegen i denna expansion var Gränges Explorations bidrag till den kanadensiska gruvindustrin. År 1974 genomförde Gränges en omfattande geofysisk undersökning i området kring Flin Flon, Manitoba, vilket ledde till den avgörande upptäckten av Trout Lake-fyndigheten 1976. Fyndet, som avslöjades i borrhål #5, innehöll stora koppar- och zinkreserver och blev en av de viktigaste gruvorna för Gränges, med produktion som inleddes 1983. Detta cementerade företagets rykte som en ledande aktör inom prospektering i Kanada. Gränges Exploration såldes 1984 till investeraren Doug McRae.
Gränges Exploration utökade också sin närvaro i USA under 1990-talet, där företagets satsningar på guldverksamhet blev centrala. En viktig del av denna strategi var förvärvet av Hycroft-gruvan i nordvästra Nevada. Genom sina framgångar i Nevada kunde Gränges också investera i ytterligare prospekteringsprojekt, både i USA och i Sydamerika, där företaget bland annat hade intressen i Peru och Ecuador genom sitt innehav i Zamora Gold.
Vid sidan av sina nordamerikanska och sydamerikanska satsningar använde Gränges sin kompetens från LAMCO för att delta i prospektering och konsultarbete i andra delar av världen. Under 1970-talet var företaget aktivt i projekt i Nya Kaledonien, Iran (Gol Gohar), och Saudiarabien, där de bistod med konsulttjänster för gruvprojekt.
Gränges Exploration gick samman med Da Capo Resources 1996 för att bilda Vista Gold.

## Stålkrisen
Stålkrisen var en period av dålig lönsamhet i stålindustrin i västvärlden under 1970-talets lågkonjunktur. Världsproduktionen av stål hade ökat exponentiellt sedan 1800-talet, med undantag för den stora depressionen på 1930-talet, men under 1970-talet följde inte efterfrågan med den ständigt ökande produktionen. Stålkrisen var en del i avmattningen av högkonjunkturen efter andra världskriget. Den ledde till nedläggningar av stålindustrier i både Europa och Nordamerika. Några drabbade regioner var Rostbältet i USA, Midlands i Storbritannien, Ruhrområdet i dåvarande Västtyskland, och Bergslagen i Sverige.
Denna period präglades av förändringar i den globala ekonomin, där billigare producenter i länder som Japan och Sydkorea fick en allt starkare position, vilket gjorde det svårt för europeiska och nordamerikanska stålföretag att konkurrera. Samtidigt mötte den svenska stålindustrin, som länge varit en grundbult i landets ekonomi, liknande problem. För Gränges, som under decennier hade investerat tungt i både gruvor och stålproduktion, särskilt genom Oxelösunds järnverk, blev stålkrisen en katalysator för en omfattande omstrukturering.
Gränges stora satsningar inom stålproduktion, som tidigare varit mycket lönsamma, blev en belastning när den internationella marknaden kollapsade. Efterfrågan på stål från viktiga sektorer som verkstadsindustrin och byggsektorn sjönk kraftigt. Situationen förvärrades av att de produktionsprocesser som användes i Gränges Oxelösunds järnverk och andra anläggningar blev omoderna i förhållande till nyare, mer effektiva produktionsmetoder.
Vid mitten av 1970-talet sysselsattes inom Grängeskoncernen, exkl. Lamco, närmare 24 000 personer. Kursen på Grängesaktien föll från 150 kronor år 1974 till som lägst 37 kronor år 1977, då Gränges redovisade en förlust närmare 750 miljoner kronor. 1975 bestod Grängeskoncernen av följande företag: Gränges Oxelösunds Järnverk (3 468 anställda), Gränges Hedlund (1 359 anställda), Gränges Nyby (2 194 anställda), Gränges Gruvor (1 341 anställda), Gränges TGOJ (1 097 anställda), Gränges Weda (2 390 anställda), Gränges Aluminium (3 377 anställda), Gränges Metallverken (3 087 anställda), Gränges Shipping (1 285 anställda), Scanglas (888 anställda), Platzer Bygg (1 630 anställda) samt Gränges Engineering, Gränges Graver, Gränges Offshore och Gränges International Mining.
År 1976 inleddes utredningar om stålindustrins framtid, ledda av Lars Nabseth, som analyserade möjliga strukturförändringar för att stärka branschen. De utredningar som följde rekommenderade en fusion av industrins stora aktörer, inklusive Gränges AB, Stora Kopparbergs Bergslags AB och det statliga Norrbottens Järnverk AB (NJA), för att effektivisera produktionen och stärka Sveriges konkurrenskraft på den internationella marknaden.
Under 1977 påbörjades förhandlingarna som resulterade i ett beslut om att slå samman de tre företagen i ett gemensamt bolag, SSAB, som skulle specialisera sig på handelsstålproduktion. Staten, genom Statsföretag AB, blev huvudägare med 50% av aktierna, medan Gränges och Wallenberg-kontrollerade Stora Kopparbergs Bergslags AB fick 25% vardera. 
Av SSABs bildande följde att Gränges sålde Oxelösunds järnverk, TGOJs järnvägsrörelse, TGOJs hamn i Oxelösund, Gränges bergrum för oljelagring i Oxelösunds hamn, Gränges Data, Gränges Inköp, Gränges Mineralprocesser (Stråssa), Scandia Plate Västtyskland, Scandia Plate Frankrike, Scandia Plate Norge, Scandia Plate Storbritannien, Scandia Plate Kanada samt bolagets gruvor i Grängesberg och Stråssa till SSAB.
Ett av de viktigaste stegen i affären var dock Gränges försäljning av TGOJ till SSAB. TGOJ var avgörande för transporten av järnmalm och stål, och dess försäljning till SSAB blev en central del av omstruktureringen. Ersättningen till Gränges för TGOJ väckte omfattande kritik. Revisorer som granskade transaktionen hävdade att de ekonomiska villkoren inte speglade det verkliga värdet av Gränges tillgångar, utan snarare utgjorde ett sätt för staten att rädda bolaget från konkurs. Idag är TGOJ en del av statliga Green Cargo.

## Electrolux förvärv av Gränges år 1980
Under 1970-talets stålkris mötte Gränges kraftigt ökad konkurrens från utomeuropeiska aktörer, särskilt från Japan, Australien och Brasilien. Dessa nationer hade lägre produktionskostnader och betydligt effektivare logistiska kedjor, vilket medförde kraftigt fallande råvarupriser. Den globala stålkrisen ledde till överkapacitet, minskad exportefterfrågan och snabbt försämrade marginaler. 
Vid mitten av 1970-talet började Gränges uppvisa betydande ekonomiska svårigheter. Verksamheten var kapitalintensiv, men lönsamheten sjönk dramatiskt. Bolaget hade vid denna tidpunkt en stark folklig ägarbas: över 62 300 svenskar ägde aktier i företaget, vilket gjorde Gränges till ett typiskt "folkaktiebolag". Däremot var den institutionella ägarrepresentationen begränsad. Wallenbergsfären, som genom bolag som Investor, Providentia och ASEA kontrollerade stora delar av svenskt näringsliv, innehade endast cirka två procent av Gränges aktiekapital. Därmed saknades både en industriell huvudägare och en långsiktig kapitalstrateg.
Den kritiska punkten kom under krisåret 1977. Dåvarande ordförande i Gränges, Erland Waldenström, kontaktade Marcus Wallenberg och framförde ett önskemål om att ludvikabördige Hans Werthén – då arbetande styrelseordförande i Electrolux – skulle ta plats i Gränges styrelse. Werthén hade nyligen lämnat sin operativa roll som VD i Electrolux (1974), där han i samband med ett potentiellt maktskifte med ASEA:s Curt Nicolin valde att övergå till rollen som arbetande ordförande för att säkra sin inflytande över bolaget. Wallenbergs svar till Waldenström var tydligt: Werthén kunde acceptera en plats i Gränges styrelse, men endast om han samtidigt tillträdde som ordförande. Werthén accepterade detta villkor.
Under 1977 tog Werthén över som styrelseordförande i Gränges. Med sig tog han Bo Abrahamsson från Incentivegruppen, som installerades som ny verkställande direktör. Inom kort inleddes ett mycket omfattande och snabbt genomfört omstruktureringsprogram. Redan under det första året minskades koncernens balansräkning med 1,4 miljarder kronor. Antalet anställda reducerades från cirka 29 000 till 19 000 – en personalminskning med över 34 procent inom loppet av två år. Kommittéer, utredningar och interna remissförfaranden avskaffades. Ledningen gick hårt fram med rationaliseringar och uppsägningar, vilket skapade betydande interna spänningar men också förutsättningar för en snabb finansiell återhämtning.
Under denna period genomfördes flera avyttringar. Gränges sålde:
- Oxelösunds Järnverk
- Gränges Gruvor (inkl. bl.a. Stråssa och Grängesberg)
  - TGOJ (Trafikaktiebolaget Grängesberg–Oxelösund Järnväg)
    - Dessa enheter överfördes till det nybildade statliga bolaget SSAB, som bildats 1978 genom sammanslagning av stålverksamheter från bland annat Domnarvet, Oxelösund och Gränges.

Vidare avvecklades eller såldes:
- Gränges Offshore
- Gränges Engineering
- Gränges Hedlund (nedskärningar inom både rör- och stålverksamhet)
- Scan-Gobain Glass A/S (idag en del av Saint-Gobain, Gränges lämnade glastillverkning helt)
- Rederiets fartyg
- Gränges huvudkontor vid Gustav Adolfs torg i Stockholm, i bolagets ägo sedan 1920-talet

Vid denna tidpunkt började Werthén föra samtal inom Electrolux styrelse om hur Gränges tillgångar – framför allt fastigheter och överskott från vattenkraft – skulle kunna utnyttjas för att finansiera Electrolux internationella expansion. Det fanns inga direkta industriella synergier mellan bolagen, men Werthén ansåg att Gränges kunde användas som finansiell hävstång.
För att påverka Wallenbergssfärens position i frågan tog Werthén till ett strategiskt initiativ: i närvaro av finansmannen Anders Wall framförde han idén om en eventuell fusion. Denna signal satte fart på aktiemarknaden och skapade tryck uppåt i Gränges aktiekurs. Resultatet blev ett snabbt utarbetat bud från Electrolux – formellt initierat på Marcus Wallenbergs begäran.
I januari 1980 lade Electrolux ett offentligt bud på Gränges. Budets värde uppgick till 725 miljoner kronor, och finansierades genom konvertibla skuldebrev. Affären godkändes av den svenska regeringen i oktober 1980. Ett viktigt motiv var Gränges outnyttjade förlustavdrag, som uppgick till cirka 700 miljoner kronor, vilket kunde nyttjas av Electrolux för att minska bolagets skattekostnader under kommande år. 
Efter förvärvet utgjorde Gränges Electrolux näst största affärsområde, motsvarande en fjärdedel av koncernens omsättning. Marginalerna var dock de lägsta inom hela koncernen. Under kommande år styckades Gränges systematiskt:
- 1981: Gränges Kraft AB såldes till Vattenfall för ett mycket högt belopp, över 1 miljard kronor. Affären förändrade värderingsmodellen för hela den svenska elproduktionsmarknaden. Regeringens villkor för affären inkluderade att Gränges tillsköt 375 miljoner kronor i nytt aktiekapital till SSAB samt ett lån på 150 miljoner kronor.
- 1983: Platzer Bygg såldes till den egna företagsledningen.
- 1985: Gränges Hedlunds rörverksamhet i Jordbro såldes till finska Rautaruukki.
- 1986:
  - Svenska Metallverken såldes till Outokumpu
  - Wirsbo (industrirörsystem) såldes till Outokumpu
  - Gränges Mark AB såldes till Stockholm-Saltsjön Aktiebolag (senare en del av Vectura Fastigheter)
  - Gränges Hedlunds kvarvarande stålverksamhet såldes till Finnboda varv
- 1986: Den statliga inlösen av Gränges 25-procentiga andel i SSAB genomfördes. Köpeskillingen uppgick till 600 miljoner kronor per 31 december, inklusive ränta och värdepappersskatt. För att kompensera Gränges för utebliven utdelning avstod staten sin egen utdelning motsvarande belopp.
- 1987: Grängesbergs Gruvor AB övergick helt till statligt ägande efter att staten förvärvade samtliga aktier från SSAB. Efter flera år av förluster och omfattande saneringsförsök beslöts att gruvan skulle stängas vid årsskiftet 1989/1990, två år tidigare än planerat. Beslutet föregicks av omfattande samråd men ledde till sammanbrott i MBL-förhandlingarna och starka protester.

### Kvarvarande verksamheter och långsiktig omställning
Efter styckningen kvarstod vissa tillgångar och affärsområden. Viktigast var Gränges Aluminium, som under 1980- och 1990-talen utvecklades till koncernens kärnverksamhet inom affärsområdet Industriprodukter. Samtidigt växte Autoliv, ursprungligen ett Grängesföretag, till att bli Europas ledande tillverkare av bilbälten och en viktig del i Electrolux bilsäkerhetssatsning. År 1990 svarade de tidigare Grängesenheterna för cirka 10 procent av Electrolux koncernomsättning.
År 1987 markerade en kritisk vändpunkt för Grängesbergs Gruvor AB, som övergick till direkt statlig ägo efter att staten förvärvade 100% av aktierna från SSAB Svenskt Stål AB. Detta skedde efter flera år av ekonomiska svårigheter, både för gruvan och för hela den svenska stål- och gruvindustrin, där SSAB hade försökt konsolidera och omstrukturera för att hantera krisen. Trots dessa insatser blev det uppenbart att Grängesbergs gruva inte kunde fortsätta vara lönsam, särskilt när konkurrensen från utländska gruvor och billigare produktionsmetoder intensifierades.
Den tidigare vinstmaskinen Grängesbergs gruva var länge en av Sveriges största järnmalmsproducenter, men under 1980-talet blev gruvan en förlustverksamhet. Efter samråd mellan staten, ägare, kommunen och fackliga organisationer beslutades det att gruvan skulle stängas vid årsskiftet 1989/90, två år tidigare än planerat. Beslutet möttes av starka protester, och MBL-förhandlingarna bröt samman. 

### En strategisk brytpunkt i svensk industrihistoria
Gränges styckning och integration i Electrolux utgör ett av de mest omfattande industriella omstruktureringsprojekten i modern svensk historia. Genom finansiellt och politiskt skickligt manövrerande lyckades Hans Werthén omvandla ett krisdrabbat industrikonglomerat till expansionskapital. År 1986 genomfördes två avgörande internationella förvärv – White Consolidated Industries (USA) och Zanussi (Italien) – vilket i praktiken etablerade Electrolux som världsledande inom vitvaror. År 1987 nådde Electrolux börsvärde 25 miljarder kronor, en tolvdubbling jämfört med nivån fem år tidigare.
Gränges roll i denna process var varken industriell eller produktmässig, men strategiskt och finansiellt avgörande.

### Electrolux introducerar Autoliv (Gränges Weda) på börsen 1994
Autolivs börsintroduktion 1994 var ett viktigt steg i utvecklingen av bilsäkerhetsföretaget. Autoliv, som redan på 1950-talet hade börjat tillverka säkerhetsbälten och sedermera blivit en pionjär inom säkerhetsteknologi för bilindustrin, hade förvärvats av Gränges Weda AB 1974. När Electrolux förvärvade Gränges 1980, följde Autoliv med i köpet. Electrolux, ledda av Hans Werthén, insåg tidigt potentialen i bilsäkerhetsmarknaden och satsade på Autolivs tillväxt.
I samband med börsintroduktionen 1994, noterades Autoliv på Stockholmsbörsen, vilket gav företaget den finansiella stabilitet och de resurser som krävdes för att expandera globalt. Bara några år senare, 1997, gick Autoliv samman med den amerikanska konkurrenten Morton ASP Inc. och blev Autoliv, Inc. – en världsledande aktör inom bilsäkerhet.

## Gränges AB återuppstod 2013
Efter att Electrox avyttrat de mindre lönsamma delarna av Grängeskoncernen till staten under 1970- och 1980-talet återkom Gränges till börsen 1997, men detta skedde inte utan hinder. Planen att notera företaget redan 1996 försenades på grund av finanskrisen i Asien, vilket istället ledde till att Gränges knoppades av till Electrolux ägare under 1997. För varje aktie i Electrolux, oavsett aktieslag, erhölls en halv aktie i Gränges. Således berättigade två aktier i Electrolux till en aktie i Gränges. Vid den tidpunkten hade Gränges renodlats och fokuserade främst på aluminiumverksamheter, särskilt inom aluminiumprofiler och valsad aluminium.
År 2000 bytte Gränges namn till Sapa. År  2002 avsåg Elkem Sweden förvärva verksamheten, men köpet avbröts. 2005 köptes Sapa ut från börsen efter att den norska börsnoterade koncernen Orkla ASA lagt ett bud på bolaget. Sapas verksamhet bestod då av två ben, dels valsade aluminiumprodukter och dels extruderade aluminiumprofiler. År 2013 tog man tillbaka företagsnamnet Gränges.
I juli 2014 meddelas att Orkla bestämt sig för att genomföra börsnoteringen av Gränges. Ingen nyemission görs, utan Orkla säljer befintliga aktier, aktien prissätts till 42,50 kronor. Erbjudandet riktas till allmänheten i Sverige och Norge samt till institutionella investerare.

## International Star Award
Gränges har vunnit första plats i International Star-kategorin i European Small and Mid-Cap Awards 2016. Prisutdelningen är inrättad för att markera de bästa europeiska små och medelstora företagen som har fått tillgång till kapitalmarknaderna via en inledande offentliga erbjudande.
European Small and Mid-Cap Awards arrangeras av Europeiska kommissionen tillsammans med Europeiska värdepappershandeln (FESE) och EuropeanIssuers. Ceremonin hölls torsdagen den 17 november 2016.

## Rederiverksamheten
I samband med att Gränges köpte LKAB övertogs även aktiemajoriteten i Rederi AB Luleå–Ofoten av Gustaf Emil Broms. Han hade varit en av initiativtagarna till grundandet av LKAB. Med bolaget följde tre mindre lastångfartyg. 1904 beställdes bolaget fyra nya fartyg och 1907 ytterligare elva.
Vid första världskrigets utbrott drev Gränges 16 fartyg men fem av dem kom att förloras under kriget. 1916 beställdes det från Götaverken 18 nya motorfraktfartyg för att vara konkurrenskraftiga när kriget tagit slut. Fem av dessa kom inte att byggas på grund av mellankrigstidens ekonomiska nedgång.
Inför andra världskriget hade Gränges 26 fartyg i sin flotta men de flesta var ålderstigna. Andra världskriget kom att drabba bolaget hårt, totalt förlorades 16 fartyg varav fyra i Narvik 1940. Gränges var det svenska rederi som drabbades hårdast av krigsförluster. För att kompensera förlusterna av fartyg gjordes stora nybeställningar från den svenska varvsindustrin. De flesta av de nybyggda fartygen lades vilande tills andra världskriget var slut.
Under femtiotalet gjordes beställningar på 20 nya fartyg, de flesta kunde ta både malm och oljeprodukter i sin last. Gränges drabbades hårt av oljekrisen i mitten av 1970-talet. Man beslutade att banta rederiverksamheten kraftigt med det räckte inte. 1979 var bolagets rederiverksamhet avvecklad. Totalt hade rederiet 84 fartyg plus åtta bogserbåtar och var verksamt i nära 80 år. Av dessa fartyg var 48 byggda av Götaverken i Göteborg.

## Koncernchefer
- 1916–1930: Gunnar Dillner
- 1930–1950: Martin Waldenström
- 1950–1970: Erland Waldenström
- 1971–1977: Johan Åkerman
- 1977–1982: Bo Abrahamsson
- 1982–1986: Gösta Bystedt
- 1989–1994: Per-Olof Aronson
- 1994–1998: Lars Westerberg
- 1999–2004: Staffan Bohman
- 2004–2006: Kåre Wetterberg
- 2006–2008: Lennart Evrell
- 2008–2008: Ole Enger
- 2009–2010: Björn Wiggen
- 2010–2011: Tim Stubbs
- 2011–2013: Svein Tore Holsether
- 2013–2021: (Nya Gränges) Johan Menckel
- 2021–    : (Nya Gränges) Jörgen Rosengren

## Fartyg
Ett urval:
- S/S Abisko
- S/S Boden
- M/S Erik Frisell
- S/S C.F. Liljevalch
- S/S Gellivare
- M/S Luleå
- S/S Malmberget
- S/S Mertainen
- M/S Murjek
- S/S Murjek
- S/S Narvik
- M/S Pajala
- S/S Sir Ernest Cassel
- M/S Stråssa
- S/S Svartön
- S/S Torne
- M/S Vollrath Tham
- S/S Grängesberg
- M/S Oxelösund
- Styrbjörn